# Anna-Stina Hallgren
Signe Anna-Stina Hallgren, född 23 augusti 1929 i Stockholm, svensk producent och produktionsledare.

## Filmografi
- 1963 – Sten Stensson kommer tillbaka
- 1962 – Åsa-Nisse på Mallorca